# Lylyjärvi (sjö i Finland, Birkaland)
Lylyjärvi är en sjö i Finland. Den ligger i kommunen Parkano i landskapet Birkaland, i den sydvästra delen av landet, 230 km norr om huvudstaden Helsingfors. Lylyjärvi ligger 166,4 meter över havet. Arean är 95,7 hektar och strandlinjen är 7,35 kilometer lång. Sjön  ingår i Kumo älvs huvudavrinningsområde.   I omgivningarna runt Lylyjärvi växer i huvudsak blandskog.